# 口吃男戀語
《口吃男恋语》（英語：Stutterer）是一部实景短剧，由班杰明·克利里执导和编剧，并由塞雷娜·阿米蒂奇和珊·克里斯多福·奧格爾維监制。

## 剧情
格林伍德，一个孤单的排版师为了一段浪漫的关系而努力去克服他的说话障碍。

## 演员
- 马修·尼德姆 饰演 格林伍德
- 克洛伊·皮里 饰演 艾莉
- 埃里克·理查德 饰演 格林伍德的父亲
- 理查德·梅森 饰演 在巴士站的生气男人

## 专业评价
《口吃男恋语》在第88届奥斯卡金像奖赢得最佳实景短片奖。